# 忠類大樹インターチェンジ
忠類大樹インターチェンジ（ちゅうるいたいきインターチェンジ）は北海道中川郡幕別町にある帯広広尾自動車道のインターチェンジである。
当IC以南開通後、当ICは帯広JCT方面出入口のみ利用可能なハーフインターチェンジとなる予定である。

## 歴史
- 2015年（平成27年）3月15日 : 更別IC - 当IC間（中札内大樹道路）開通に伴い供用開始
- 2016年（平成28年）度 : 当IC - 豊似IC（仮称）間（15.1km）が新規事業化[1]。
- 未定 : 当IC - 豊似IC間（大樹広尾道路）開通予定

## 接続道路
- 直接接続
  - 町道西当北4線
- 間接接続
  - 国道236号

## 周辺
- 丸山展望台
- 道の駅忠類
- 白銀台スキー場
- 半田ファーム

## 隣
E60 帯広広尾自動車道（中札内大樹道路 / 大樹広尾道路）
(6) 忠類IC - (7) 忠類大樹IC - 大樹IC（仮称）（事業中）